# ジョン・ハミルトン (ギャング)
ジョン・ハミルトン(英：John Hamilton 1899-1934）は1930年代のアメリカ合衆国のギャング。ジョン・デリンジャーとは最も近しい仲間の一人で、赤毛なので仲間から「レッド」の愛称で呼ばれた。

## 略歴

### 生い立ち
1899年8月27日、カナダのオンタリオ州で生まれ幼少期にミシガン州に引っ越した。父親はアイルランド系カナダ人、母親はドイツ系アメリカ人。
子供の頃、そり遊びをしているときの事故で右手の中指と人差し指を失い「スリーフィンガージャック」とあだ名が付いた。10代の頃から製材所や五大湖の貨物船で働き、22歳のときメアリー・スティーブンソンと結婚し子供が2人生まれた。
結婚して大工の職に就いたが、メアリーの兄が結成するスティーブンソンギャングに加わり密造酒に手を出し逮捕された。罰金を支払う条件で釈放されるが逃亡し、その後3件の強盗容疑で逮捕され懲役25年を言い渡された。妻とは離婚した。

### デリンジャーギャングの形成
ハミルトンはインディアナ州刑務所に収容されるが、ここで既に服役中のハリー・ピアポントやジョン・デリンジャーと知り合った。このとき28歳だった。
1933年9月26日、先に仮出所したデリンジャーの手助けにより脱獄に成功。一緒に脱獄した仲間と銀行強盗や警察署からの銃器強奪などを繰り返し、「デリンジャーギャング」は全米に知れ渡った。
1933年12月13日、デリンジャーギャングはシカゴのユニティ信託銀行から5万ドルを奪い、その翌日ハミルトンはシカゴのノースブロードウェイ5320にある修理工場に車を預けたが、整備士が強盗犯だと気付き通報した。夕方になり車を取りに行くと刑事と巡査2名が待っており、ハミルトンはウィリアム・シャンリー刑事を撃ち殺して逃げた。
その後デリンジャーギャングはクリスマスをフロリダ州デイトナビーチで過ごした。

### 負傷
1934年1月15日、ハミルトン、デリンジャー、ピアポント、チャールズ・マクレイはイーストシカゴのファーストナショナル銀行を襲うが、警察と撃ち合いになりハミルトンは腕などを2発撃たれた。（このとき握っていたコルト.45を落としてしまい、指紋からデリンジャーギャングと判明する） 
重傷のハミルトンはシカゴに残り、恋人のパトリシア・チェリントンが看病した。だが撃たれたのはむしろ幸運だった。あとの4人はアリゾナ州ツーソンに逃げたのだが、潜伏先のホテルで偶然発生した火災がきっかけで強盗から10日以内に全員が逮捕されたのだった。 
2月頃に刑務所仲間のホーマー・ヴァン・メーターと再会し、ヴァン・メーターが連れてきたベビーフェイス・ネルソンやエディ・グリーン、トミー・キャロルと仲間になった。デリンジャーが拘束中の約1ヶ月半はハミルトンが「公共の敵No.1」にランクされていた。3月にデリンジャーが拘置所を脱走し、再開した彼らは再び複数の銀行を襲った。

### 最期
1934月6月22日、デリンジャーギャングはウィスコンシン州のリトル・ボヘミア・ロッジに隠れていたが、ロッジのオーナーの密告で捜査局(後のFBI)に包囲された。ハミルトン、デリンジャー、ホーマー・ヴァン・メーターの3人は車を奪って西のセントポールへ車を走らせたが、翌朝10時頃、張り込んでいたミネソタ州警察に発見された。数十キロ追跡されながら50発もの銃弾を受け、そのうち1発が車体後部を貫通して助手席のハミルトンの背中に命中した。
医者に見せるためシカゴ近郊のオーロラに行き先を変え、バーカー・カーピスギャングに助けを求めた。闇医者モランに診て貰うが、弾丸は肺に留まっているらしく手の施しようがないと判断し治療を諦めた。瀕死のハミルトンをカーピスの隠れ家に連れて行き見守ったが6月26日に死亡した。
デリンジャーらは遺体をイリノイ州オスウィーゴの砂利プラントに運び込み、身元がばれないよう右手首を切り落として、全身に多量の苛性ソーダを注いで埋めた。（苛性ソーダにはタンパク質を分解する作用がある)
遺体が発見されたのは翌年の8月。腐敗が激しく四肢も分解寸前で、回収作業をした若い墓掘り職人はこの職業を選んだことを後悔するほどだったという。捜査局はインディアナ州刑務所に保管されていた歯科記録と照合し確認した。後にオスウィーゴの墓地に墓石もないまま埋葬された。

## 逸話
- 銀行強盗の最中、銀行から出て行こうとした老婆をハミルトンが戻るよう命令したのだが、老婆は「私はペニーズへ行くの。あなたは地獄へ行きなさい」と言い返した。ハミルトンは何も言い返すことなく彼女を通してやった。
- 1934年1月15日のファーストナショナル銀行襲撃事件でデリンジャーがウィリアム・オマリー巡査を射殺したことになっているが、ハミルトンが撃ったという証言が複数ある。帽子を被りコートを羽織る姿のデリンジャーとハミルトンはよく似ていたという。

- 捜査局が死亡を公表したあともハミルトンが生きているという噂は絶えることはなく、ハミルトンを見た、ハミルトンと話をした、カナダ国境近くに牧場を所有している、電気技師をしていた、などの情報が捜査局に数多く寄せられた[8]。

## 恋人パトリシア・チェリントンの略歴
ハミルトンの恋人だったパトリシア・チェリントン（英:Patricia Cherrington､旧姓はパトリシア・ヤング）は1903年9月26日、アーカンソー州のヤング家に生まれた。15歳で結婚し娘が生まれたが、都会でステージに立ちたいという願望を捨て切れず19歳のとき家を出て行った。
1931年、28歳の頃シカゴでダンサーをしているとき、仕事仲間のエヴェリン”ビリー”・フレシェットからタクシー運転手兼トランペット奏者のアーサー・チェリントンを紹介され同棲を始めた。が、タクシー会社のストライキで収入を失った彼は、フレシェットの恋人ウェルトン・スパークと共に郵便局強盗をして逮捕されてしまう。2人とも懲役15年を宣告され、服役する前に2組は同時に結婚した。
ダンサーの仕事に戻るも長年苦しんでいた胆嚢の病気が悪化し手術を受けた。しばらくの間チェリントンの兄夫婦の家に身を寄せるが、回復すると再びナイトクラブやスピークイージーで夜遊びを楽しんだ。
フレシェットの新しい恋人ジョン・デリンジャーの友人であるハリー・コープランドと交際したが、コープランドが刑務所に入ったのをきっかけにジョン”レッド”・ハミルトンと付き合い始めた。
1934年1月15日のファーストナショナル銀行襲撃でハミルトンが負傷した際はパトリシアが看護した。しかしその間にも夫のアーサーに手紙を書き続け、コープランドがいる刑務所へもたびたび面会に行っていた。
1934年6月、デリンジャーやハミルトンらと共にリトル・ボヘミア・ロッジに行った。が、体調が思わしくないので手下のパット・ライリーに医者に連れていってもらい、夜になって2人が戻るとロッジ入り口の森の中に人影があったので引き返した。捜査局がロッジを包囲したのはそのすぐあとだった。
その後デトロイトに潜んでいたが密告により逮捕され、指名手配犯をかくまった罪で19ヶ月間服役した。
1948年、シカゴのホテルで心不全により死亡。45歳だった。

## 登場する作品
- ”Gang Busters”  演 - ロバート・ヴァンスロー（1952年のテレビドラマ）
- 「殺し屋ネルソン」”Babyface Nelson”　演 - アンソニー・カルーソ（1957年の映画）
- 「ギャング王デリンジャー」"Young dillinger"　演 -ダン・テラノヴァ（1965年の映画）
- 「デリンジャー」"Dillinger"　(1973年の映画）　※ハミルトンが死亡し埋葬される場面をチャールズ・マクレイのものとして描いている。
- 「デリンジャー」"Dillinger"  演 - ジョン・フィルビン(1991年のテレビ映画）
- "The Irish Mob"   (2008年のドキュメンタリー風ドラマ)
- 「パブリック・エネミーズ」"Public Enemies"　演 - ジェイソン・クラーク (2009年の映画）※右手の指が5本全てあるように描かれている。